# Kuźnia Nieborowska
Kuźnia Nieborowska (deutsch Nieborowitzer Hammer, 1936–1945 Neubersteich) ist eine Ortschaft in Oberschlesien. Administrativ liegt sie in der Gmina Pilchowice (Gemeinde Pilchowitz) im Powiat Gliwicki (Landkreis Gleiwitz) in der Woiwodschaft Schlesien.

## Geografie
Kuźnia Nieborowska liegt elf Kilometer südwestlich von der Kreisstadt Gliwice (Gleiwitz) und 30 Kilometer westlich von der Woiwodschaftshauptstadt Kattowitz.

## Geschichte
1742 kam der Ort mit dem Großteil Schlesiens an Preußen. 1865 bestand Nieborowitzer Hammer aus 36 Haushalten und fast gänzlich aus den Arbeitern des vor Ort befindlichen Frischfeuers (Wolfshütte) und Hochofens. Die Schüler waren nach Ober-Wilcza eingeschult.
Neben dem Gut, resp. Gutsbezirk, war das Hüttenwerk der größte Arbeitgeber vor Ort. Das Gut gehörte seit 1895 der bürgerliche Familie Friedrich-Schroeter.
Bei der Volksabstimmung in Oberschlesien am 20. März 1921 stimmten im Ort 38 Wahlberechtigte für einen Verbleib Oberschlesiens bei Deutschland und 57 für eine Zugehörigkeit zu Polen. Nieborowitzer Hammer verblieb nach der Teilung Oberschlesiens 1922 beim Deutschen Reich. Doch der Großteil des Landkreises Rybnik kam an Polen, der kleine bei Deutschland verbliebene Teil wurde an die benachbarten Landkreise verteilt. Zum 1. Januar 1927 kam der Ort zum Landkreis Tost-Gleiwitz. 1936 wurde der Ort im Zuge einer Welle von Ortsumbenennungen der NS-Zeit in Neubersteich umbenannt. Zeitgleich umfasste das Rittergut Neuberstreich mit Rusikalbesitz, einer Betriebsstätte des grenzübergreifenden Gesamtbesitzes Neuberstreich (ohne Schyglowitz) 261 ha, davon 198 ha Wald, 32 ha Wasser, rund 4 ha Park. Man betrieb Forst- und eine Teichwirtschaft. Der Gutsbetrieb wurde von einem Förster, Sitz Forsthaus Waidmannsruh, und zwei Rentbeamten geleitet. Schyglowitz beinhaltete gesondert 1117 ha, davon 965 ha, im Kreis Rybnik gelegen, verwaltet von zwei Förstern, die Landwirtschaft dort war verpachtet.
Gutsbesitzer war der 1902 in den preußischen Adelsstand aufgenommene Kurt von Friedrich-Schroeter (1886–1946), verheiratet mit Gerta Knille, aus Iburg bei Osnabrück stammend. Kurt von Friedrich-Schroeter war zuletzt Präsident der Deutschen Dendrologischen Gesellschaft. Die Witwe lebte nach dem Krieg in Göttingen. Die beiden Söhne des Gutsherrn, Hubertus und Alexander, wurden ganz in Tradition Forstwirt und Landwirt.
Bis 1945 befand sich der Ort im Landkreis Tost-Gleiwitz. Dann kam nach Kriegsende der bis dahin deutsche Ort unter polnische Verwaltung und wurde anschließend der Woiwodschaft Schlesien angeschlossen und ins polnische Kuźnia Nieborowska umbenannt. 1950 kam der Ort zur Woiwodschaft Kattowitz. 1999 kam der Ort zum wiedergegründeten Powiat Gliwicki und zur neuen Woiwodschaft Schlesien.

## Bauwerke und Sehenswürdigkeiten
- Das Schloss aus der Zeit um 1880.[7]
- Der Schlosspark
- Die Scheune des Schlosses aus der Zeit um 1880.